# Honczary (rejon lidzki)
Honczary (biał. Ганчары, Hanczary; ros. Гончары, Gonczary) – agromiasteczko na Białorusi, w obwodzie grodzieńskim, w rejonie lidzkim, w sielsowiecie Honczary, przy drodze republikańskiej R11.
W pobliżu znajduje się przystanek kolejowy Honczary, położony na linii Baranowicze – Lida.

## Historia
W XIX i w początkach XX w. położone były w Rosji, w guberni wileńskiej, w powiecie lidzkim. Były wówczas siedzibą gminy.
W dwudziestoleciu międzywojennym leżały w Polsce, w województwie nowogródzkim, w powiecie lidzkim. Do 11 kwietnia 1929 siedziba gminy Honczary, po jej zniesieniu w gminie Bielica. W 1921 miejscowość liczyła 307 mieszkańców, zamieszkałych w 58 budynkach, w tym 241 Białorusinów, 65 Polaków i 1 osobę innej narodowości. 229 mieszkańców było wyznania prawosławnego i 78 rzymskokatolickiego.
Po II wojnie światowej w granicach Związku Sowieckiego. Od 1991 w niepodległej Białorusi.